# Abramis
Abramis – rodzaj słodkowodnych ryb karpiokształtnych z rodziny karpiowatych (Cyprinidae).

## Klasyfikacja
Gatunek zaliczany do tego rodzaju:
- Abramis brama – leszcz[3]